# Monte Redondo (Torres Vedras)
Monte Redondo is een plaats (freguesia) in de Portugese gemeente Torres Vedras en telt 787 inwoners (2001).